# Praktlobelia
Praktlobelia (Lobelia cardinalis) är en klockväxtart som beskrevs av Carl von Linné. Lobelia cardinalis ingår i släktet lobelior, och familjen klockväxter. Inga underarter finns listade i Catalogue of Life.

## Bildgalleri

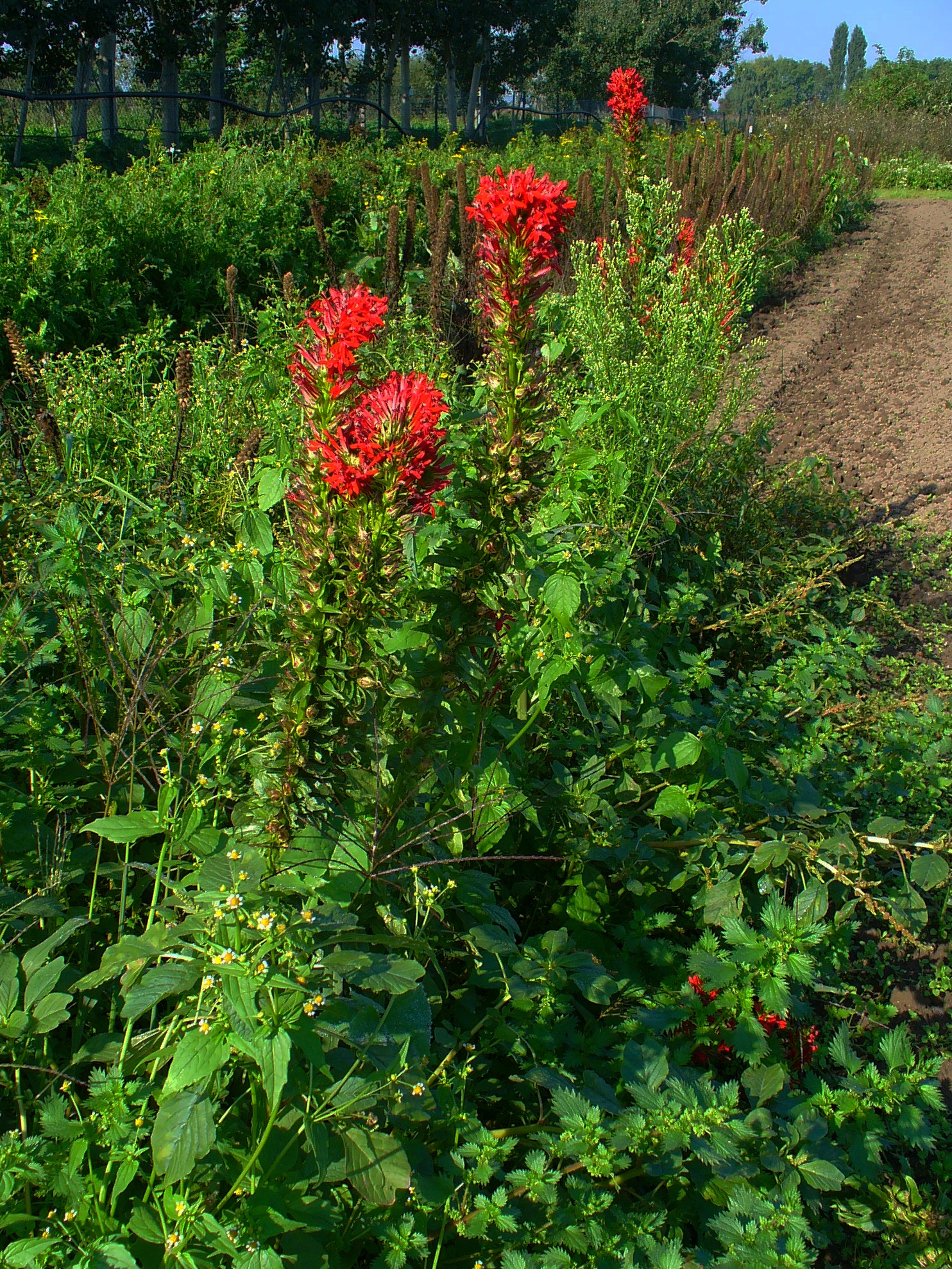
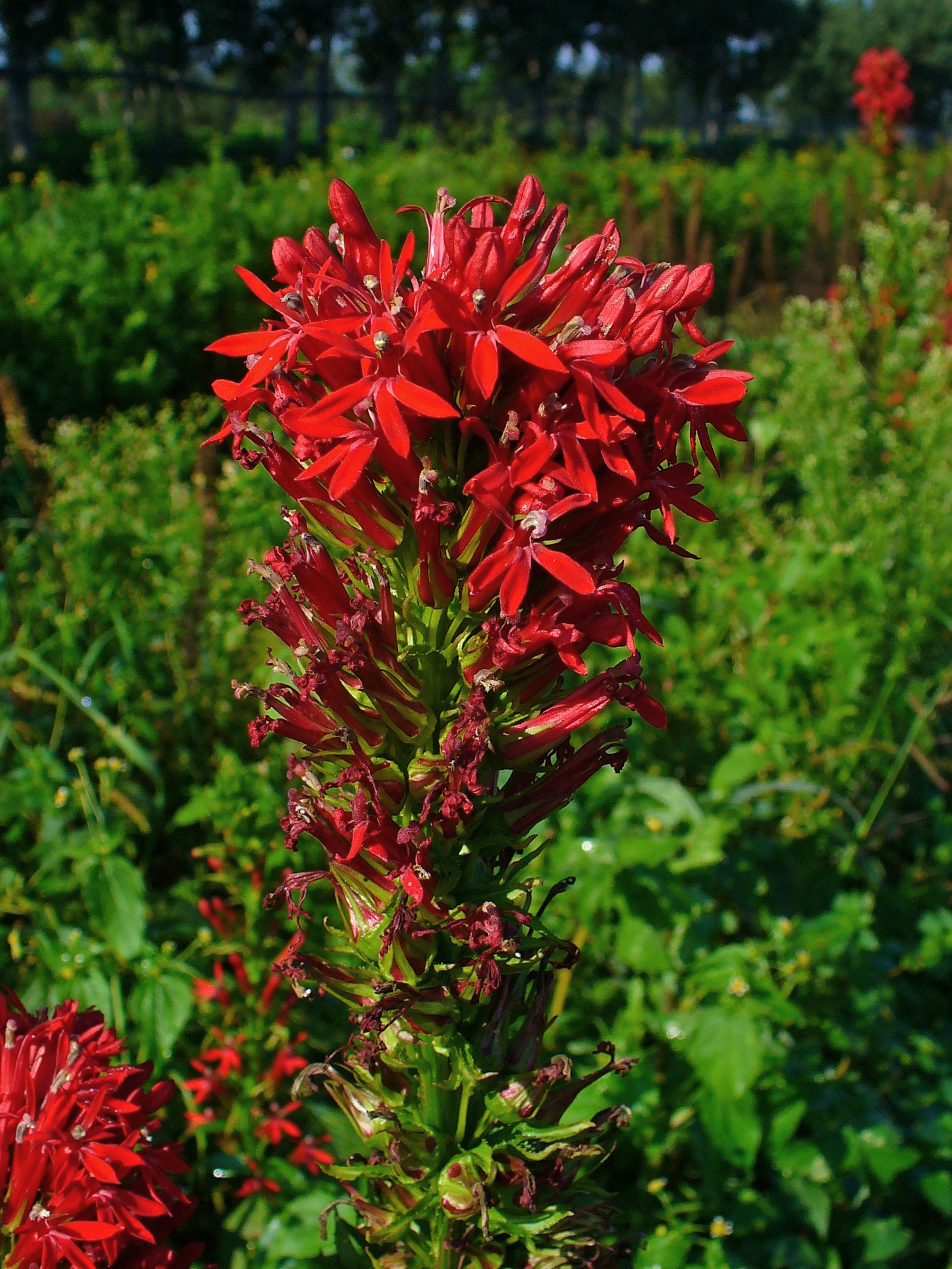
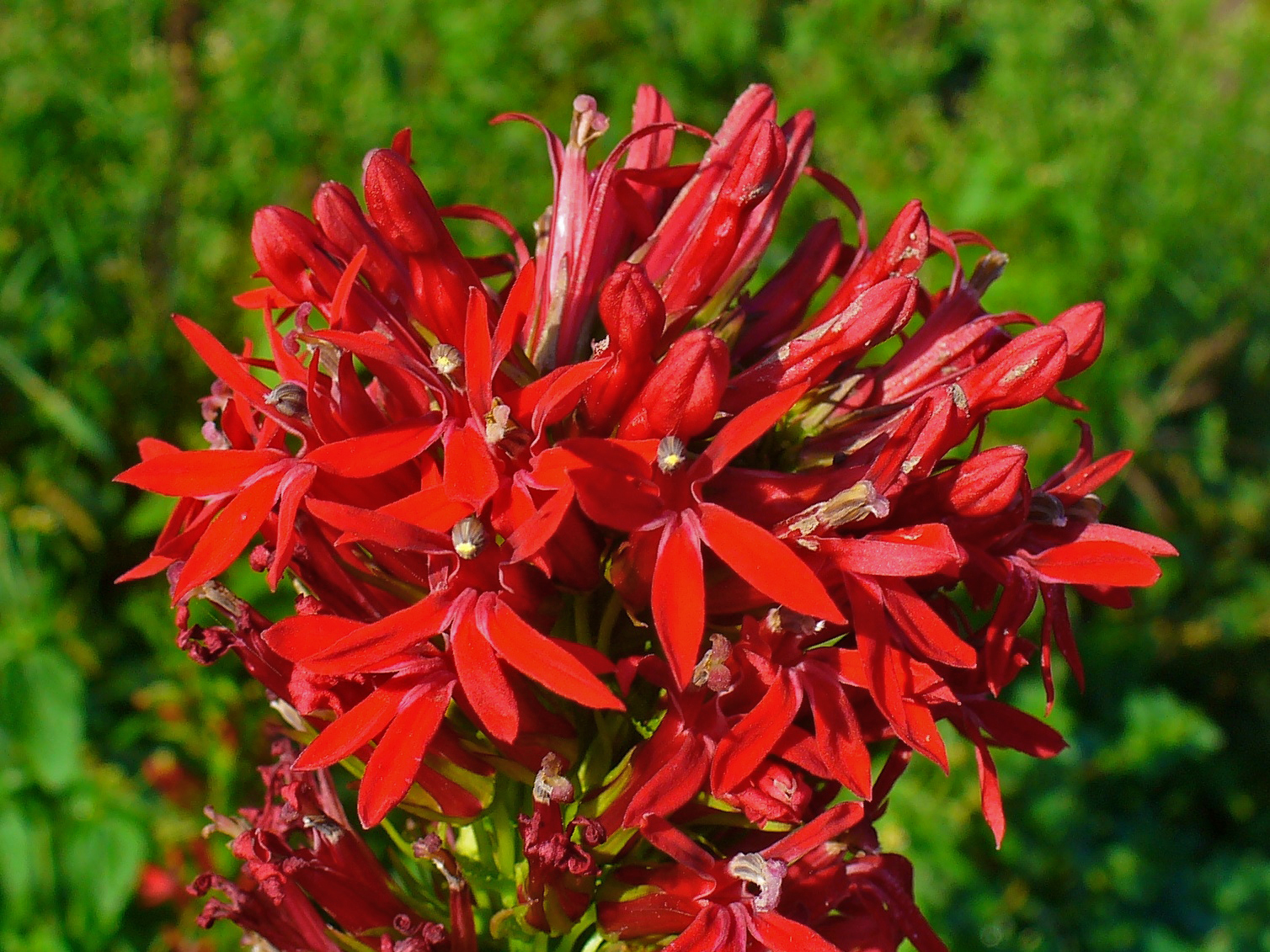
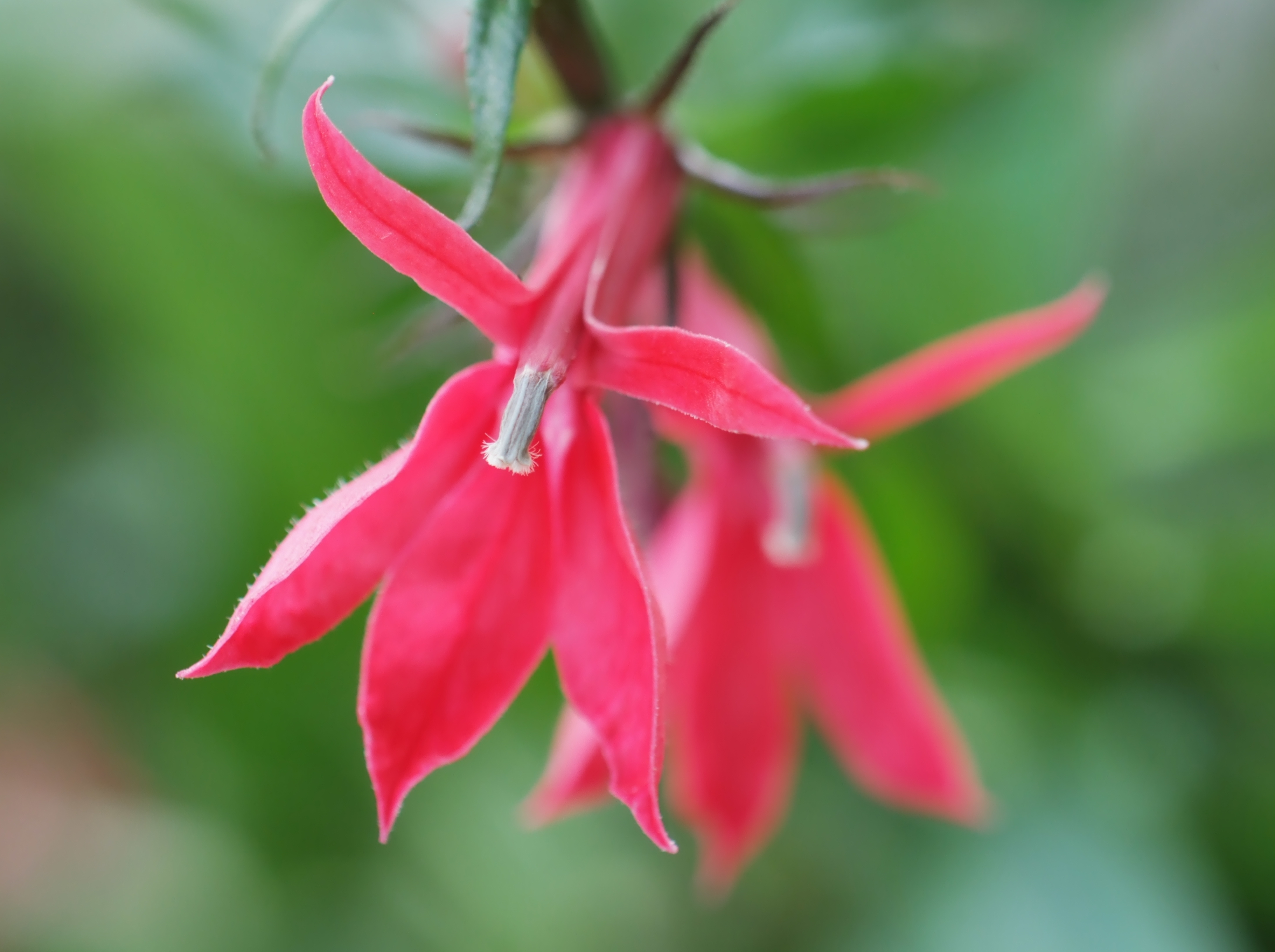
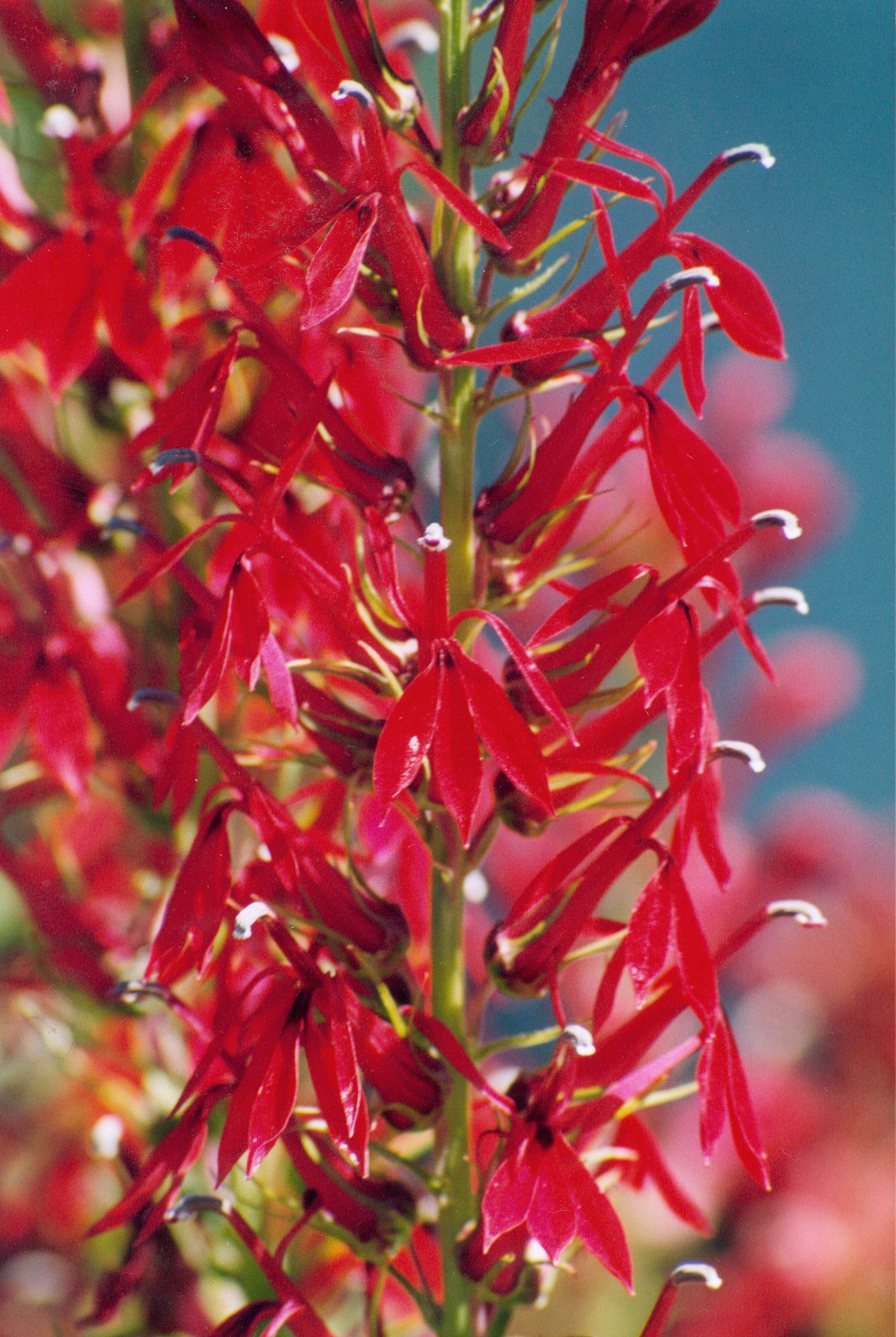
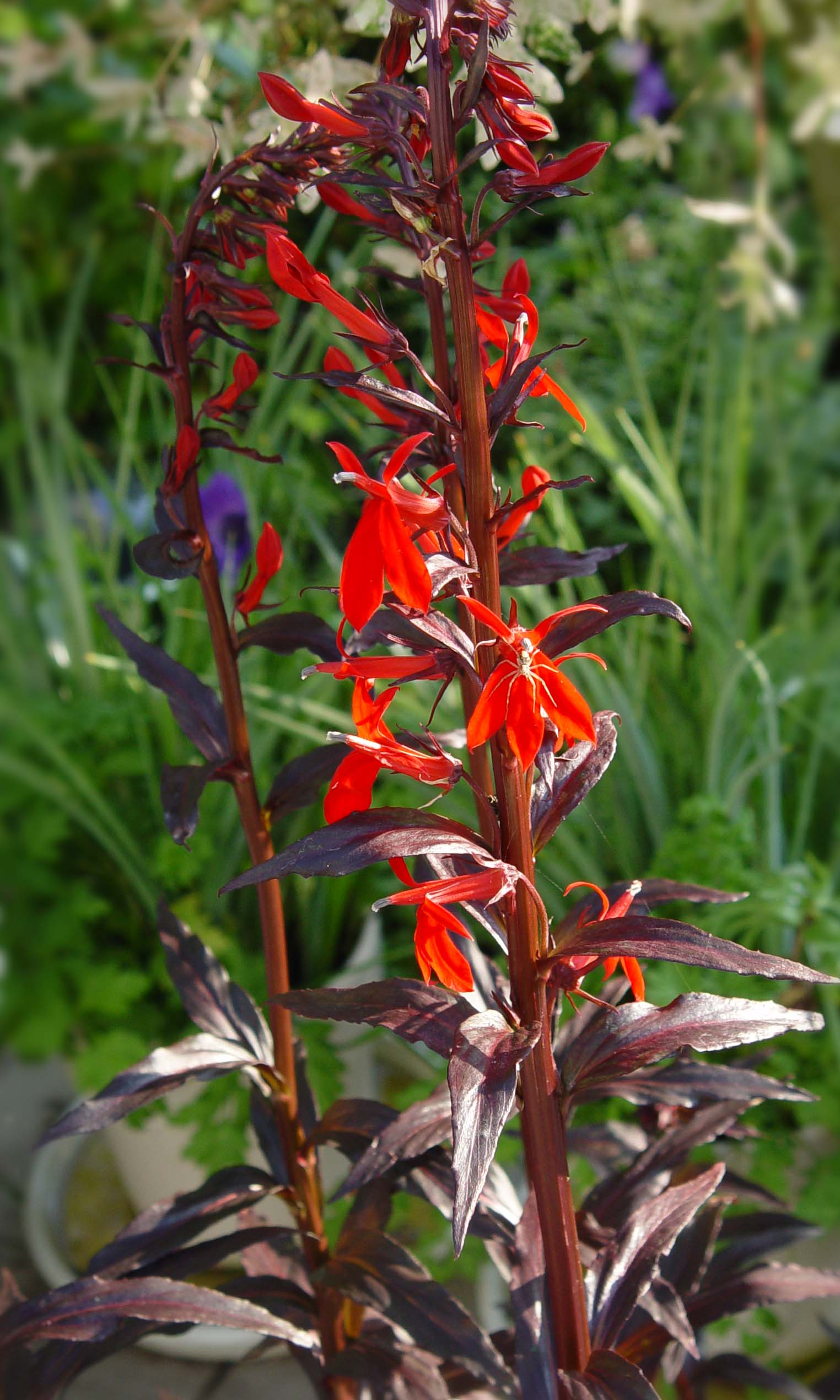

## Synonymer
Tupa ignescens Payer
Rapuntium splendens (Humb. & Bonpl. ex Willd.) C.Presl
Rapuntium longifolium C.Presl
Rapuntium gramineum (Lam.) C.Presl
Rapuntium fulgens (Humb. & Bonpl. ex Willd.) C.Presl
Rapuntium cordigerum (Cav.) C.Presl
Rapuntium coccineum Moench
Rapuntium cardinale (Linné) Mill.
Lobelia texensis Raf.
Lobelia splendens var. ignea 
Lobelia splendens f. ignea 
Lobelia splendens var. fulgens 
Lobelia splendens var. atrosanguinea 
Lobelia splendens Humb. & Bonpl. ex Willd.
Lobelia schiedeana Heynh.
Lobelia ramosa Burb.
Lobelia punicea var. kerneri 
Lobelia punicea Otto & A.Dietr.
Lobelia propinqua J.W.Loudon
Lobelia princeps Otto & A.Dietr.
Lobelia porphyrantha Decne. ex Groenland
Lobelia phyllostachya Engelm.
Lobelia mucronata Engelm.
Lobelia marryattiae Paxton
Lobelia longifolia (C.Presl) A.DC.
Lobelia kerneri L.Nagy
Lobelia ignea Paxton
Lobelia graminea var. pseudosplendens 
Lobelia graminea var. phyllostachya 
Lobelia graminea f. kerneri 
Lobelia graminea var. intermedia 
Lobelia graminea Lam.
Lobelia fulgens f. rosea 
Lobelia fulgens var. pyramidalis 
Lobelia fulgens var. propinqua 
Lobelia fulgens var. multiflora 
Lobelia fulgens var. marryattiae 
Lobelia fulgens f. maculata 
Lobelia fulgens var. glabriuscula 
Lobelia fulgens f. atrosanguinea 
Lobelia fulgens Humb. & Bonpl. ex Willd.
Lobelia formosa Roth ex Schult.
Lobelia cordigera var. pyramidalis 
Lobelia cordigera var. multiflora 
Lobelia cordigera var. marryattiae 
Lobelia cordigera var. fatalis 
Lobelia cordigera Cav.
Lobelia coccinea (Moench) Stokes
Lobelia cardinalis var. texensis 
Lobelia cardinalis f. splendens 
Lobelia cardinalis f. rosea 
Lobelia cardinalis var. pseudosplendens 
Lobelia cardinalis var. propinqua 
Lobelia cardinalis var. phyllostachya 
Lobelia cardinalis var. multiflora 
Lobelia cardinalis var. meridionalis 
Lobelia cardinalis var. integerrima 
Lobelia cardinalis var. hispidula 
Lobelia cardinalis f. hispidula 
Lobelia cardinalis var. graminea 
Lobelia cardinalis subsp. graminea 
Lobelia cardinalis var. glandulosa 
Lobelia cardinalis f. cordigera 
Lobelia cardinalis var. candida 
Lobelia cardinalis var. angustifolia 
Lobelia cardinalis var. alba 
Lobelia cardinalis f. alba 
Dortmanna splendens (Humb. & Bonpl. ex Willd.) Kuntze
Dortmanna phyllostachya (Engelm.) Kuntze
Dortmanna longifolia (C.Presl) Kuntze
Dortmanna graminea (Lam.) Kuntze
Dortmanna fulgens (Humb. & Bonpl. ex Willd.) Kuntze
Dortmanna engelmanniana Kuntze
Dortmanna cordigera (Cav.) Kuntze
Dortmanna cardinalis (Linné) Kuntze